# Attagenus atricolor
Attagenus atricolor es una especie de coleóptero de la familia Dermestidae.

## Distribución geográfica
Habita en Botsuana, Congo, Tanzania y  Malaui.